# 성무비행장
성무비행장(星武飛行場, ICAO: RKTE)은 충청북도 청주시에 있는 공군 사관학교 소속의 부속 비행 훈련장이다. 비행장의 성격상 오로지 군용기만 취급하고 있으며, 공군사관학교 비행훈련생들의 훈련용 항공기도 이용하고 있다.
본 비행장은 활주로가 오직 1개 (16/34)뿐이다.

## 같이 보기
- 대한민국 공군사관학교
- 수원비행장
- 오산비행장
- 서산비행장
- 중원비행장
- 평택비행장